# Anisodes heterostigma
Anisodes heterostigma là một loài bướm đêm trong họ Geometridae.